# Сачко, Филипп Николаевич
Филипп Николаевич Сачко (10 февраля 1914, Новоалександровское, Ставропольский край — 1977) — советский художник, участник Великой Отечественной войны, старший лейтенант, член Союза художников СССР (1944), председатель Союза художников Чечено-Ингушетии.

## Биография
Выпускник Саратовского художественно-промышленного техникума 1935 года. Его наставниками были Ф. Белоусов и В. Юстицкий. В 1940 году занимался на подготовительных курсах Ленинградского института живописи.
Во время войны служил в 89-й гвардейской стрелковой дивизии 2-го Украинского фронта. Награждён медалями «За отвагу» и «За победу над Германией в Великой Отечественной войне 1941—1945 гг.».
В 1943 году начал участвовать в различных выставках. В 1944 году Сачко стал членом Союза художников СССР. В 1942—1948 годах был членом Студии военных художников имени М. Б. Грекова.
В 1948 году окончил два курса Московского государственного художественного института имени В. И. Сурикова. После окончания войны жил и работал в Грозном.
Трижды (в 1942, 1949 и 1966 годах) избирался председателем Союза художников Чечено-Ингушетии.
Ряд работ художника экспонируется в Центральном музее Вооружённых сил в Москве.